# Погане товариство
«Погане товариство» (нім. Das Lumpengesindel) —  казка, опублікована братами Грімм у збірці «Дитячі та сімейні казки» (1812). Згідно з класифікацією казкових сюжетів Аарне-Томпсона має номер 210: «Тварини, що подорожують і лихий чоловік».. До цієї категорії належить ще одна казка братів Грімм — «Пан Корбес». Брати Грімм також порівнювали цю казку з «Бременськими музиками» .

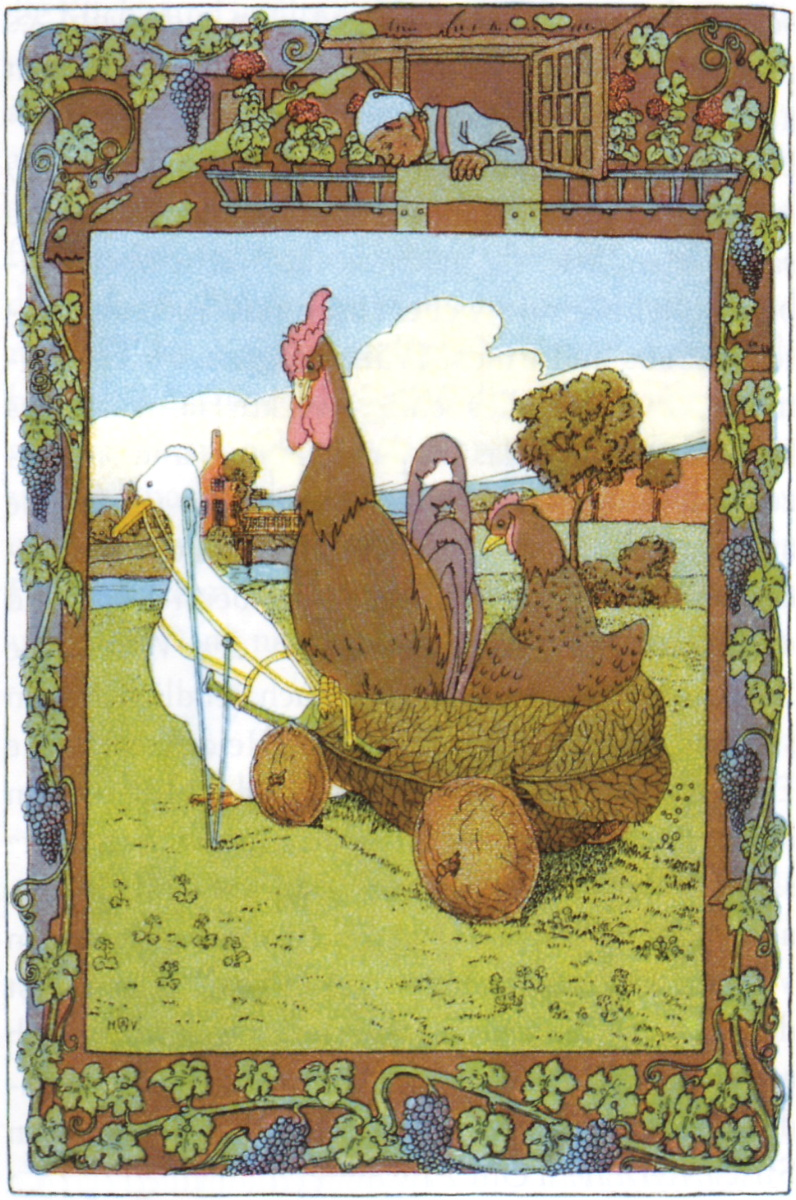
Ілюстрація казки

## Сюжет
Півень і курочка йдуть на гору, щоб досхочу наїстися горіхами. Щоб повернутися додому вони майструють маленький візок із горіхових шкарлуп, але починається суперечка, оскільки півник не хоче йти в упряжці. Раптом на них нападає качка, але півень перемагає і як покарання запрягає качку у візок. По дорозі до них долучається голка і шпилька. Щоб переночувати у шинку, вони пропонують власнику знесене яйце курки й те, що качка знесе, бо вона щодня одне несе. Зранку товариство з'їдає яйце, залишивши шкарлупу на плиті, встромляють голку у м'яке крісло, а шпильку в рушник, і втікають. Качка також киває п'ятами. Господар зранюється голкою і шпилькою, а шкарлупа на плиті вибухає йому прямо межи очі. Тоді він заприсягається більше не впускати в дім поганого товариства, яке багато з’їдає, та ні за що не платить, а замість подяки ще й злими витівками частує.